# Ralph E. Stewart
Ralph E Stewart, född 1889, död 1956, är en   amerikansk tonsättare. Han finns representerad i ett flertal psalmböcker bland annat EFS-tillägget 1986 och Frälsningsarméns sångbok 1990 (FA) med tonsättningen av en psalm.

## Tonsättningar av psalmer
- Frälsare på korsets stam (EFS nr 762 och FA nr 340) komponerad före 1951.